# Decherd
Decherd é uma cidade localizada no estado norte-americano de Tennessee, no Condado de Franklin.

## Demografia
Segundo o censo norte-americano de 2000, a sua população era de 2246 habitantes. Em 2006, foi estimada uma população de 2174 habitantes, um decréscimo de 72 habitantes (-3.2%).

## Geografia
De acordo com o United States Census Bureau tem uma área de 12,1 quilômetros quadrados, dos quais 12,1 quilômetros quadrados cobertos por terra e 0,0 quilômetros quadrados cobertos por água.

## Localidades na vizinhança
O diagrama seguinte representa as localidades num raio de 24 quilômetros ao redor de Decherd.